# Франсіско (футболіст, 1978)
Франсіско (ісп. Francisco Javier Rodríguez Vílchez, нар. 17 червня 1978, Альмерія) — іспанський футболіст, що грав на позиції нападника. По завершенні ігрової кар'єри — тренер.
Виступав, зокрема, за клуб «Альбасете».

## Ігрова кар'єра
У дорослому футболі дебютував 1997 року виступами за команду «Альмерія», в якій провів два сезони. 
Згодом з 1999 по 2004 рік грав у складі команд «Валенсія Месталья», «Полідепортіво», «Валенсія Месталья» та «Альмерія».
Своєю грою за останню команду привернув увагу представників тренерського штабу клубу «Альбасете», до складу якого приєднався 2004 року. Відіграв за клуб з Альбасете наступний сезон своєї ігрової кар'єри. Більшість часу, проведеного у складі «Альбасете», був основним гравцем атакувальної ланки команди.
Протягом 2005—2009 років захищав кольори клубів «Альмерія», «Гранада 74» та «Аліканте».
Завершив ігрову кар'єру у команді «Оріуела», за яку виступав протягом 2009—2010 років.

## Кар'єра тренера
Розпочав тренерську кар'єру відразу ж по завершенні кар'єри гравця, 2010 року в якості тренера молодіжної команди клубу «Альмерія».
Протягом тренерської кар'єри також очолював команди «Альмерія Б», «Альмерія», «УКАМ Мурсія», «Луго», «Кордова», «Уеска», «Жирона» та «Ельче».
Наразі останнім місцем тренерської роботи був клуб «Райо Вальєкано», головним тренером команди якого Франсіско був з 2023 по 2024 рік.